# Exomilus cancellatus
Exomilus cancellatus é uma espécie de gastrópode do gênero Exomilus, pertencente a família Raphitomidae.